# 철마면
철마면(鐵馬面)은 대한민국 부산광역시 기장군의 유일한 면이다. 기장읍은 1980년 12월 1일에는 양산군 기장읍(당시 기준)으로 승격되었으며, 장안읍은 1985년 10월 1일, 정관읍은 정관신도시 조성으로 인해 2015년 9월 23일 승격, 일광읍은 2022년 4월 1일에 승격되면서 현재 기장군 관내의 유일한 면 지역이며, 향후 철마면에 택지지구 조성과 함께 안평역 주변의 역세권 개발 등이 이루어질 경우 철마면의 읍 승격이 예상된다.

## 연혁
- 삼국 시대 : 거칠산국의 갑화양곡
- 79년 : 탈해 이사금에 의해 신라에 정복
- 505년 (신라 지증왕 6년) : 거칠산군의 갑화양곡현이 됨
- 757년 (신라 경덕왕 16년) : 동래군의 현령으로서 기장현으로 개명
- 983년 (고려 성종 2년) : 김해(금주)의 영현이 되었다가 그 후에 양산에 영속
- 1018년 (고려 현종 9년) : 울산에 영현이 되면서 감무를 둠
- 1304년 (고려 충렬왕 30년) : 양산의 영현으로 되고 현감을 둠
- 1413년 (조선 태종 13년) : 기장현의 북면이 됨
- 1599년 (조선 선조 32년) : 기장현이 폐현되고 서면은 동래현에 합속
- 1617년 (조선 광해군 9년) : 기장현이 다시 복설되면서 기장현 서면으로 회복
- 1893년 (조선 고종 30년) : 서면이 상서면, 하서면으로 분리
- 1895년 5월 26일 (조선 고종 32년) : 기장군의 상서면, 하서면이 됨
- 1914년 3월 1일 : 부군면 통폐합으로 기장군이 폐지되고 동래군 철마면이 됨. 철마면에는 이곡리, 연구리, 구칠리, 장전리, 웅천리, 백길리, 와여리, 안평리, 고촌리, 송정리, 임기리의 11개 동리가 설치
- 1973년 7월 1일 : 동래군이 폐지되고 양산군 철마면이 됨
- 1995년 3월 1일 : 기장군 설치로 기장군 철마면이 됨

## 행정 구역
| 법정리 | 한자명 | 행정리                 | 비고 |
| ------ | ------ | ---------------------- | ---- |
| 고촌리 | 古村里 | 고촌1, 고촌2, 사등(곡) |      |
| 구칠리 | 九七里 | 점현, 구칠, 신리       |      |
| 백길리 | 栢吉里 | 백길                   |      |
| 송정리 | 松亭里 | 송정1, 송정2, 입석     |      |
| 안평리 | 安平里 | 안평                   |      |
| 연구리 | 然龜里 | 구림, 마지             |      |
| 와여리 | 瓦餘里 | 와여                   |      |
| 웅천리 | 熊川里 | 석길, 중리, 미동       |      |
| 이곡리 | 耳谷里 | 이곡                   |      |
| 임기리 | 林基里 | 임기                   |      |
| 장전리 | 長田里 | 장전, 대곡             |      |

## 교통
- 부산 도시철도 4호선 : 안평역, 고촌역

## 교육
- 철마초등학교 (와여리)
- 신진초등학교 (고촌리)